# 드루 빈스키

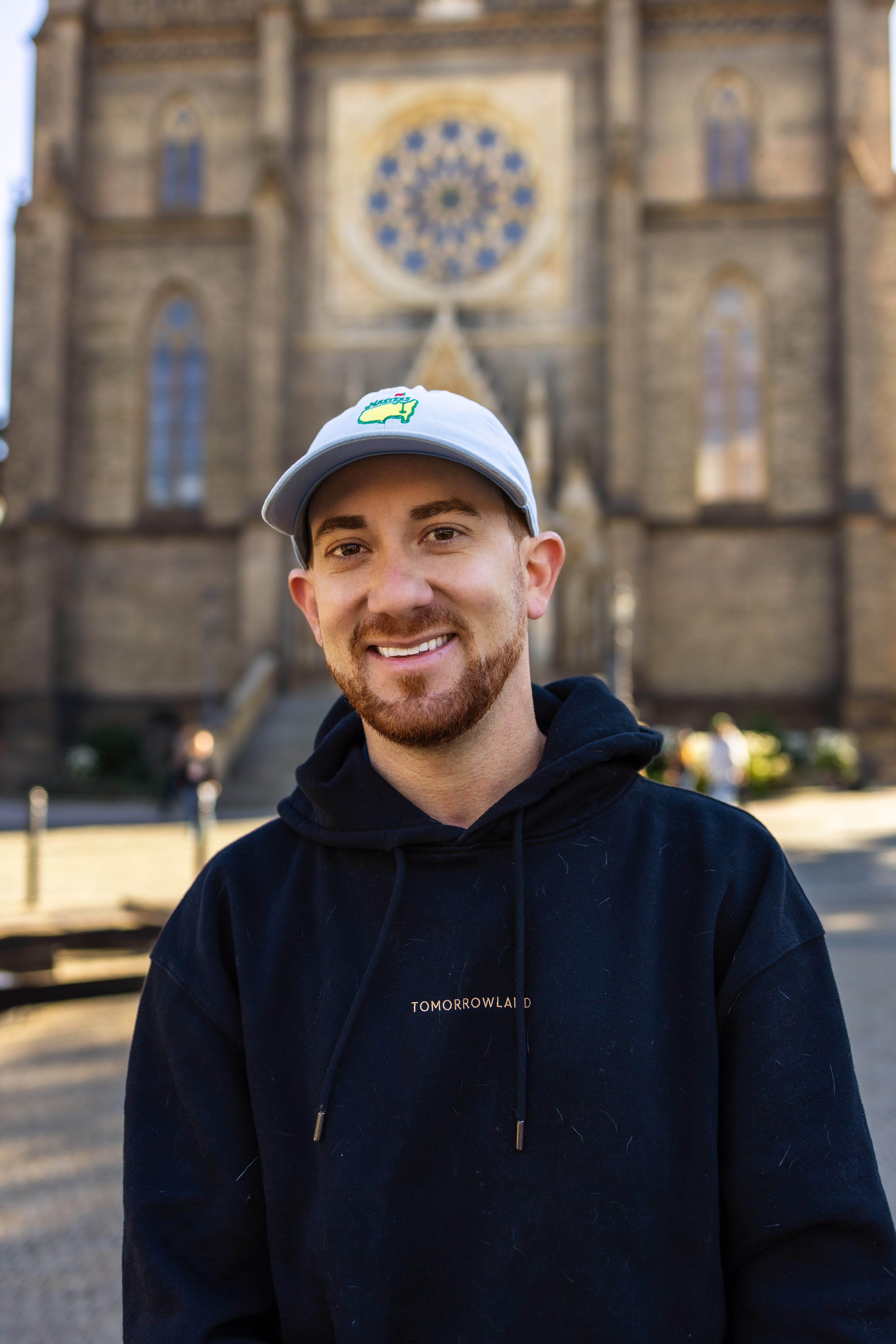

드루 골드버그(Drew Goldberg, 1991년 5월 24일 출생), 온라인 별명 드루 빈스키로 알려진 그는 전 세계 모든 국가를 방문한 미국의 여행 블로거이자 브이로거이다. 빈스키는 유튜브 채널과 다른 소셜 미디어 계정을 통해 자신의 여행을 기록한다. 2021년 10월 29일, 빈스키는 사우디아라비아를 방문하여 유엔에서 인정하는 지구상의 모든 국가를 방문하는 위업을 달성했다. 그의 비디오는 소셜 미디어 채널을 통해 40억 회 이상의 조회수를 기록했으며, 1,200만 명 이상의 팔로워를 보유하고 있다. 그는 또한 자신의 여행 이야기를 담은 책 "Just Go"의 저자이기도 하다.

## 어린 시절과 교육
빈스키는 댈러스, 텍사스주에서 드루 골드버그로 태어나 스코츠데일 (애리조나주)에서 자랐다. "빈스키"는 독일 유대인 혈통의 가족이 그에게 붙여준 별명이다. 그의 첫 해외 여행은 2009년 이스라엘이었다. 그는 위스콘신 대학교 매디슨에 다녔으며, 2013년에 경제학과 기업가 정신 학위를 받고 졸업했다. 대학교 3학년 때, 그는 체코 프라하에서 유학 (교육) 프로그램에 참여했다. 그는 그곳에서 한 학기 동안 공부했고, 유럽 전역의 20개국 이상을 여행하면서 여행을 통해 생계를 꾸려나가기로 결심했다.

## 경력
대학 졸업 후, 빈스키는 대한민국 서울특별시에서 영어 교사로 일했다. 그는 그곳에서 18개월 동안 가르쳤고, 태권도 검은띠 (무술)를 땄으며, 그 기간 동안 아시아의 20개국을 여행했다. 2015년에 그는 교직을 그만두고 인도 전역을 3개월 동안 혼자 여행하며 전업 여행에 집중하기 시작했다. 2015년 10월까지 그는 총 73개국을 방문했다. 그는 또한 "더 헝그리 파티어(The Hungry Partier)"라는 여행 블로그를 시작했고 (나중에 "드루 빈스키"로 이름 변경됨) 인스타그램과 스냅챗에 여행 기록을 올리기 시작했다.
2017년에 당시 그의 여자친구 디애나 살라오가 그들이 베트남 하노이로 이주했을 때 카메라를 사주었고, 이것이 그가 자신의 유튜브 채널(역시 "드루 빈스키"라고 불림)에 비디오를 만들고 게시하기 시작한 계기가 되었다. 2017년 5월, 그는 조선민주주의인민공화국으로의 조직된 여행 비디오를 자신의 유튜브와 페이스북 채널에 업로드했다. 이 비디오는 2일 만에 1,000만 회 이상의 조회수를 기록했다. 빈스키는 또한 유튜브와 페이스북 광고 수익 및 다양한 브랜드와의 스폰서십 파트너십을 통해 돈을 벌기 시작했다. 그는 소셜 미디어에서 1,200만 명 이상의 팔로워를 보유하고 있으며 두 가지 기네스 세계 기록을 가지고 있다: 24시간 동안 가장 많은 세계유산 방문과 가장 빠른 여행가방 싸기. 2018년에는 태국 방콕에 거주하며 일하기 시작했으며, 2019년에는 필리핀 마닐라에서 활동하기 시작했다.
2019년 10월, 빈스키는 당시 아프가니스탄에 남아 있는 유일한 유대인으로 여겨지던 자블론 시민토프를 만났고, 그를 100만 회 이상의 조회수를 기록한 비디오에 출연시켰다. 그의 채널에서 가장 많이 본 세 개의 비디오는 네덜란드에서 빔 호프와의 만남, 남수단에서 "세상에서 가장 키 큰 사람들", 그리고 1962년 이후 잠을 자지 않았다고 주장하는 타이 응옥과의 만남을 담고 있다.
2020년에 빈스키는 그의 여행에 대한 다큐멘터리 "보더 197"을 발표했다. 빈스키의 목표는 2020년 말까지 유엔이 인정한 전 세계 197개국을 모두 여행하는 것이었으나, 코로나19 범유행으로 인해 2021년 10월 29일 사우디아라비아를 방문함으로써 목표를 달성했다. 2024년에 그는 197개국 방문을 통한 여행 이야기를 기록한 책 "Just Go"를 출간했다.

## 개인 생활
빈스키는 2021년 5월에 디애나 살라오와 약혼했으며, 둘은 2023년 발렌타인 데이에 발레신 섬에서 결혼했다. 대학 졸업 후 그는 프로 골퍼가 되고자 하는 열망이 있었다. 여행의 일환으로 그는 전 세계 골프 코스를 방문하여 평가한다. 2021년 현재 그는 피닉스 (애리조나주)에 거주하고 있다.